# N-arachidonoildopamina
La N-arachidonoildopamina è un endocannabinoide della famiglia delle N-acil-dopamine.